# Tramway de Nijni Novgorod
Le tramway de Nijni-Novgorod (russe : Нижегородский трамвай) est exploité dans la ville russe de Nijni Novgorod depuis 1896.
Nijni Novgorod a été l'une des premières villes de l'Empire russe à disposer d'un tramway électrique. Le service de tramway a été ouvert le 8 mai 1896. Le premier tramway de l'Empire russe a été lancé à Kiev en 1892. En mai 2016, le tramway de Nijni Novgorod a fêté son 120e anniversaire.
Le tramway de Nijni Novgorod utilise le gabarit russe standard de 1 524 mm (5 pieds). La longueur des lignes (le long de l'axe des rues) en septembre 2016 est de 76,5 km, ce qui la place à la 4e place en Russie dans ce paramètre. Le trafic quotidien moyen est d'environ 200 000 passagers (estimé sur la base du nombre de billets vendus). Les lignes sont desservies par trois dépôts, produisant un total d'environ 190 wagons à quatre essieux de 14 mètres. L'opérateur du tramway de Nijni Novgorod est CBM Nijegorodelektrotrans.
Actuellement, le réseau de tramway est unifié, bien que certaines sections des quartiers de la ville ne soient pas utilisées dans le trafic routier. Ainsi, les routes l'arrondissement de Sormovo (no 6 et 7) ne se touchent nulle part. Il est nécessaire de marcher au moins 400 mètres depuis leur dernier arrêt à la gare Moskovski jusqu'aux arrêts des autres tramways.
Le système de tramway a des sorties raides intéressantes vers l'Oka et la Volga. Il existe un assez grand nombre de tramways rares différents dans le musée des transports électriques.

## Historique

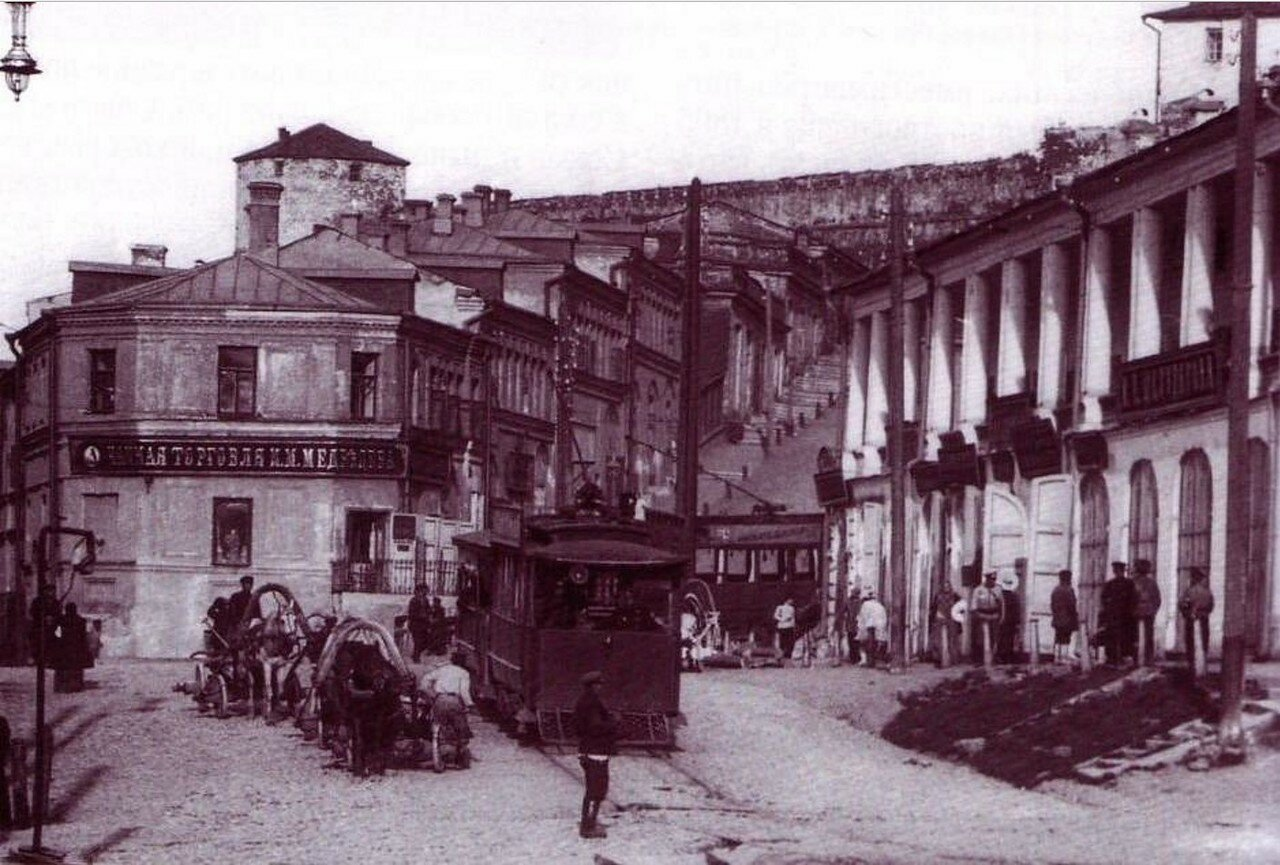
Tramway de lampe de l'usine Poutilov à la station terminale Skoba (maintenant Place de l'Unité du Peuple) à Nijni Novgorod

Schéma des lignes de tramway en 1896

Le début de la circulation des tramways à Nijni Novgorod a été programmé pour coïncider avec l'ouverture de l'exposition panrusse d'art, de commerce et d'industrie de 1896 et est inhabituel en ce qu'au cours de la première année, quatre systèmes de tramway différents de trois propriétaires différents ont été ouverts, et différents des écartements de voie ont été utilisés sur les lignes de différents propriétaires.
Le 8 mai 1896, le trafic a été ouvert sur la ligne à voie unique Kounavinskaïa d'une longueur de 4,3 km d'écartement de 1 524 mm de la société allemande Siemens et Halske. La ligne partait de l'entrée principale de l'Exposition le long du territoire de Kounavino, en passant par la gare, en passant par la Foire jusqu'au pont flottant.
Le 9 juin, une ligne à voie de 750 mm a été ouverte, passant par un anneau à sens unique de 3,7 km de long à travers le territoire de l'exposition d'art lui-même (c'est maintenant le territoire du parc du 1er mai), propriété du "Partenariat pour la exploitation de l'électricité de MM Podobedov and Co.", qui avait déjà l'expérience de l'exploitation du tramway de glace à Saint-Pétersbourg. La ligne avait une collection de courant plus faible, et dans le parking il y avait une berline spéciale pour le nom de famille auguste.
Le même jour, deux lignes du cabinet « R. K. von Hartmann & Cie. », qui avaient un écartement de voie de 1 000 mm et étaient situées dans la ville elle-même. Les deux lignes étaient à voie unique, avec voie d'évitement. La ligne supérieure, longue de 3,7 km, partait du Kremlin le long des rues Bolchaïa Pokrovskaïa et Malaïa Pokrovskaïa, le long de la rue Pokhvalinskaïa jusqu'au jardin Smirnovski (maintenant à sa place se trouve l'hôtel Azimut). La ligne inférieure, longue de 1,4 km, allait de la place de l'Unité du peuple le long de la rue Rojdestvenskaïa jusqu'à la place près du pont flottant. Les extrémités des deux lignes sont reliées quelques jours plus tard par des funiculaires : le Kremlevski et Pokhvalinski, à la suite de quoi le système Hartmann prend la forme d'un anneau fermé.
À partir du 16 juin, la ligne Kounavinskaïa a été posée le long du pont flottant jusqu'à la rive droite de l'Oka jusqu'à l'ascenseur Pokhvalinski. Initialement, la ligne continuait le long du remblai jusqu'à la place Sofronovskaïa, dupliquant la ligne inférieure Hartmann, mais plus tard, les autorités de la ville ont ordonné le démantèlement de la section « redondante » de la ligne.
Les tarifs du tramway étaient initialement différents sur les différentes lignes. Un voyage sur la ligne Siemens coûte 10 kopecks, sur la ligne Podobedovskaïa - 5 kopecks (après 19h - 10 kopecks). Sur les tramways et funiculaires Hartmann, une division en classes a été établie (l'intérieur de la voiture était divisé par une cloison en deux parties): un voyage dans la première classe coûtait 5 kopecks, dans la seconde - 3 kopecks; il y avait des avantages pour les étudiants qui payaient 3 kopecks en première année et pouvaient voyager gratuitement en seconde. En outre, les policiers et les postiers ont obtenu le droit de voyager gratuitement sous certaines conditions. Des interdictions d'utilisation des tramways ont également été établies pour certaines catégories de personnes.
Les lignes Podobedovskaïa et Siemens ont été conçues comme une entreprise temporaire, une sorte d'exposition à l'Exposition, et ont été fermées à son achèvement. Cependant, la ligne Siemens est rachetée par la société Hartmann et le trafic y est rétabli vers la gare (avec quelques modifications du tracé le long de la Foire). Mais, en raison du manque de communication constante entre les rives de l'Oka, la communication entre Kounavino et Nijni Novgorod était interrompue à chaque dérive de glace.
Les relations entre la ville et la société Hartmann étaient régies par l'« Accord de base du tramway » conclu en mai 1895, selon lequel la ville était considérée comme le propriétaire officiel de toutes les lignes, et la société Hartmann recevait le droit de bail pour 35 ans. Cependant, déjà en 1897, von Hartmann vendit les droits de la concession à la Société russe des routes électriques et de l'éclairage électrique, qui devint le monopole du tramway jusqu'en 1908.

## Tarifs
Le tarif est de 28 roubles en espèces et de 26 roubles pour une carte de transport à partir du 15 août 2017. Le billet est acheté dans la voiture auprès du conducteur ou du contrôleur. Il existe une possibilité de transfert gratuit, avec le service connecté 60 ou 90 minutes sur la carte de transport. Il existe des tarifs de voyage pour un mois calendaire et des cartes électroniques de voyage (préférentielle, étudiante, scolaire, civile). Le tarif est contrôlé par les contrôleurs.

## Réseau actuel
- Cherny prud est la gare terminale de l'arrondissement de Nijegorodski, desservant les routes no 1, no 2, no 11, no 21.
- La rue Maslïakova est la gare terminale de la région de Nijni Novgorod, desservant la route no 5.
- Le dépôt de tramway no 1 est la gare terminale du district de Sovetsky, desservant les itinéraires no 19, no 27.
- Le Myza est la gare terminale du l'arrondissement Priokski, desservant les routes no 5, no 19.
- Parc « Dubki » - la gare terminale du l'arrondissement de Leninski, dessert les itinéraires no 3, no 21.
- La gare de Moskovski (tunnel) - la gare terminale du  l'arrondissement de Kanavino, dessert les itinéraires no 6, no 7.
- La gare de Moskovski  - la gare terminale du l'arrondissement de Kanavino, dessert les itinéraires no 1, no 3, no 27, no 417.
- La station de métro Avtozavodskaïa est la station terminale du l'arrondissement d'Avtozavodski, desservant la route 22.
- La rue Igarskaïa - la gare terminale du l'arrondissement de Leninski, dessert la route numéro 8.
- Quartier 52 - la gare terminale du l'arrondissement d'Avtozavodski, dessert la route no 417.
- Gnilitsy - la gare terminale du l'arrondissement d'Avtozavodski, dessert la route numéro 8.
- La rue Strokina - la station terminale du l'arrondissement d'Avtozavodski, dessert la route numéro 22.
- Lapshikha est la gare terminale du l'arrondissement de Soviétique, desservant la route 18.
- La place de Liadov est la gare terminale de la l'arrondissement de Nijegorodski, desservant les routes no 2, no 18.
- La rue Ïarochenko est la gare terminale du l'arrondissement de Moskovski, desservant la route no 7.
- Le centre de Sormovo est la gare terminale du l'arrondissement de Sormovo, desservant la route 6.
- Service et sauvegarde - Place Komsomolskaïa, rue Igarskaïa (rue Aksakov), Malyсhevo, Sotsgorod-1.

## Infrastructure

### Matériel roulant
À partir de 2021, le matériel roulant du tramway de Nijni Novgorod utilisé pour le transport de passagers est représenté exclusivement par des voitures à quatre essieux de 14 mètres de différents modèles.
| Constructeur                                    | Modèle             | Années delivraison |
| ----------------------------------------------- | ------------------ | ------------------ |
| Travaux de transport Oust-Katavski              | 71-605             | 1973               |
| ČKD                                             | Tatra T3           | 1977               |
| ČKD                                             | Tatra T6B5         | 1989               |
| Travaux de transport Oust-Katavski              | 71-608KM           | 1998               |
| Travaux de transport Oust-Katavski              | 71-619             | 2005               |
| ČKD                                             | Tatra T3SU KVR TRZ | 2007               |
| Travaux de transport Oust-Katavski              | 71-623             | 2009               |
| Usine de tramway-mécanique de Saint-Pétersbourg | LM-2008            | 2009               |
| Travaux de transport Oust-Katavski              | 71-407             | 2012               |
| Travaux de transport Oust-Katavski              | 71-403             | 2012               |
| Travaux de transport Oust-Katavski              | 71-409             | 2014               |
| Rīgas Vagonbūves Rūpnīca                        | RVZ-6M2            | 2015               |
| Travaux de transport Oust-Katavski              | 71-415R            | 2021               |

### Dépôts
Pendant longtemps, depuis les années 60 du XXe siècle, le tramway de Nijni Novgorod a été desservi par trois dépôts. Les dépôts sont officiellement désignés par des numéros, mais ils ont aussi des noms officieux.
- 1 (Nagornoïe), situé dans l'arrondissement de Soviétique, unité de voisinage Nagorny. Ouvert en 1968. Dessert les routes no 2, 5, 11, 18, 19, 27. Il y a un musée au dépôt.
- 2 (Gordeïevskoïe ou Sormovskoïe), situé dans l'arrondissement de Kanavino, unité de voisinage Gordeïevka. Ouvert en 1932. Dessert les lignes no 1, 3, 6, 7, 21,
- 3 (Avtozavodskoïe), situé dans le 52e quartier du l'arrondissement d'Avtozavodski. Ouvert en 1965. Dessert les routes no 3, 8, 22, 417.

Le dépôt no 1 jusqu'en 1968 était situé au Kremlin dans l'ancien manège de Nijni Novgorod et s'appelait le Kremlin. Le dépôt du Kremlin fonctionne à partir de 1925, lorsque le bâtiment de l'ancien manège a été adapté pour cela. Jusqu'en 1925, dans la partie haute de la ville, il y avait deux dépôts sur la rue Malaïa Pokrovskaïa, construits en 1896 et 1901.
Le dépôt actuel no 2 a été ouvert sur la base du parc Kanavinski délocalisé. Le parc est situé en face de l'actuel cinéma Kanavinski depuis 1896, incendié en 1926 et reconstruit en 1927.
Jusqu'en 1965, l'entretien des routes du l'arrondissement Avtozavodski était assuré par le dépôt no 2, qui avait une succursale dans l'arrondissement de Leninski, le point de réparation dit oriental, ouvert en 1959. Maintenant sur son site se trouve le dépôt de trolleybus no 3.